# Pic Lyavirdyr
Le pic Lyavirdyr est un sommet de République populaire de Chine s'élevant à 6 351 mètres d'altitude dans le chaînon Sarikol, dont il constitue le point culminant, dans le Pamir.